# Хлебников, Борис Николаевич
Борис Николаевич Хлебников (род. 1943) — советский и российский переводчик с немецкого, французского и английского языков. Вице-президент Европейской академии «Гражданское общество».

## Творчество
В его переводах публиковались стихи Ж. Брассанса, Р. Фроста, Э. Фрида, проза Э. Т. А. Гофмана, Г. Гессе, Г. Бёлля, Г. Грасса, С. Гейма, Ф. Фюмана, Б. Шлинка и др. Автор путеводителей по Франкфурту и Бадену (в соавторстве с Е. Лерман), статей по проблемам книгоиздания и книгораспространения.

## Признание
Лауреат премии журнала Иностранная литература Инолит (2003), премии имени В. А. Жуковского (2006).